# Абдурахимова, Кумрихон
Кумрихон Абдурахимова (1927 — после 1983) — советский таджикский сельскохозяйственный деятель, ударница труда — рекордсмен ручного сбора хлопка-сырца, колхоза имени Л. М. Кагановича Кокташского района Сталинабадской области Таджикской ССР, Герой социалистического труда СССР, кавалер ордена Ленина (1948).

## Биография
Уроженка южно-казахстанского города Чимкента.
Прославилась как ударница социалистического труда. Работала в составе передовой хлопководческой бригады колхоза им. Кагановича (после укрупнения: слияния двух колхозов им. Кагановича и «Кзыл Юлдуз» — колх. «Ленинград») Кокташского района Сталинабадской области Таджикской ССР. Бригадиром трудового коллектива, в котором трудилась Кумрихон, была дважды Герой Социалистического труда Халимахон Сулейманова.
Кумрихон Абдурахимова вошла в историю как знатная труженица — колхозница, сборщица хлопка — рекордсмен (стоцентнеровик), собирающий более 100 центнеров хлопка с одного гектара.
За высокие личные достижения в социалистическом соревновании ударница труда Кумрихон Абдурахимова была удостоена почётного звания Герой социалистического труда с вручением высшей государственной награды СССР ордена Ленина и золотой медали «Серп и Молот».

## Примечание
1. ↑  Абдурахимова Кумрихон – Таджикистан – Энциклопедия на таджикском языке. Дата обращения: 19 сентября 2018. Архивировано 19 сентября 2018 года.
2. ↑  И. Бенедиктов. О плане развития сельского хозяйства на 1945 г. // Советская Сибирь : газета. — 1945. — 18 мая (№ 54 (7759)). — С. 2. Архивировано 12 июня 2018 года.
3. ↑  Герой Социалистического Труда Сулейманова Халимахон :: Герои страны. Дата обращения: 10 июня 2018. Архивировано 12 июня 2018 года.
4. ↑  Архивная копия от 12 июня 2018 на Wayback Machine Мокшанцев, Георгий Константинович — Кумрихон Абдурахимова [Текст] : [Звеньевая-хлопковод колхоза им. Кагановича Кокташ. района Тадж. ССР] — Search RSL